# Мокросарматка
Мокросарматка — посёлок в Неклиновском районе Ростовской области.
Входит в состав Андреево-Мелентьевского сельского поселения.

## Население
| 2010 |
| ---- |
| 281  |

## Улицы
- пер. Дальний,
- ул. Нагорная,
- ул. Песчаная.